# Ослободилачка војска Прешева, Медвеђе и Бујановца
Ослободилачка војска Прешева, Медвеђе и Бујановца (ОВПМБ; алб. Ushtria Çlirimtare e Preshevës, Medvegjës dhe Bujanovcit, UÇPMB) била је албанска сепаратистичка милиција која се борила за отцепљење општина Прешево, Медвеђа и Бујановац од Савезне Републике Југославије (СРЈ) и Србије. Њени припадници су се први пут појавили у јавности јануара 2000. на сахрани браће Шаћипи који су страдали у унакрсној ватри између Полиције Србије и припадника ОВПМБ у Добросину. ОВПМБ је у свом борбеном поретку имала 1.500—2.500 добро наоружаних бораца. Државни органи СРЈ и Србије званично сматрају ОВПМБ терористичком организацијом.
Униформе, процедуре и тактике ОВПМБ су биле готово идентичне оној коју је имала Ослободилачка војска Косова, чак се и велики број локалних команданата и бораца ОВПМБ претходно борио у редовима ОВК. ОВПМБ је постојала од 26. јануара 2000. до јуна 2001. Наводни циљ ОВПМБ је био да се наведене општине отцепе од Србије и придруже Косову и Метохији, како би се у случају независности Косова могла формирати Велика Албанија заједно са целокупним албанским становништвом у Србији. У почетку ОВПМБ није отворено залазила у сукобе са Војском Југославије и полицијом, а прво веће ангажовање показала је током сукоба код Бујановца јесени 2000. Активност ОВПМБ је била уско повезана са борбом Ослободилачке националне армије у Македонији тако да су можда и највећа ратна дејства на југу Србије извршена управо почетком сукоба у Македонији фебруара и марта 2001.

## Стварање ОВПМБ
После завршетка косовског рата 1999. године, сигурна зона дужине око 5 km је успостављена између Косова и Метохије и Централне Србије. Војска Југославије није имала дозволу да патролира у тој зони, слабо-наоружана полиција Србије је добила задатак да одржава ред у тој области. Зона је обухватала село Добросин са већинским албанским становништвом, али не и градове Прешево, Бујановац и Медвеђу.
Бивши терористи организације ОВК су убрзо формирали базе у разоружаној зони и српска полиција је морала да престане патролирати област под претњом смрти. Напади су такође спровођени против оних албанских политичара који су се супротстављали Ослободилачкој Војсци Косова. Потпредседник огранка Социјалистичке партије Србије у Бујановцу, Албанац Земаил Мустафи је убијен од стране ОВПМБ. Такође је било масовних убистава цивила, један од најкрвавијих напада је била експлозија бомбе у аутобусу у селу Ливадице код Подујева, 12 људи је изгубило животе. ОВПМБ је имала и свој логор за заробљенике на територији Косова, у селу Доња Брезница.
Решењем о спровођењу истраге од 19. јуна 2000. године против 35 лица албанске националности отворена је истрага због основане сумње да су у току 1999. године у селу Добросин у кући Ајдари Вебија створили ОВПМБ. Према изјави начелника полиције Пчињског округа Новице Здравковића, до 13. јануара 2001. године Окружном јавном тужилаштву у Врању поднете су 43 кривичне пријаве којима су обухваћене 32 особе због кривичног дела тероризма, како су власти квалификовале деловање ОВПМБ.
Тероризам на југу Србије финансирале су исламске земље које су посредством исламске хуманитарне организације Ел хилали слале новац албанским терористима, а средства су се прикупљала и одузимањем новца од сународника.
Активности ОВПМБ финансиране су, већим делом, нелегалном трговином цигаретама и дрогом, на релацији између Грчке, Македоније, КиМ и Црне Горе, посредством више легално регистрованих фирми са овог подручја. Део зараде усмераван је за финансирање неколико кампова на КиМ, у којима су обучавани терористи, за куповину савременог оружја, као и за хонораре професионалних војних инструктора из појединих западних земаља.
Оружје и војна опрема за ОВПМБ обезбеђивали су тако што су чланови организације шверцовали оружје у циљу сопствене зараде, а део су стављали на располагање организацији. Поменута роба допремана је илегалним каналима али и преко граничних прелаза са Албанијом и Македонијом, као што су Ђенерал Јанковић, Јазинце, Ћафа Прушит, Морина и Тропоја.
Припадници ОВПМБ оружје су куповали и преко појединих припадника КЗК, који су, са бившим члановима ОВК, формирали сопствене канале за илегалну трговину, преко територија КиМ. Након демилитаризовања ОВПМБ, поједини њени команданти организовали су илегално пребацивање дела наоружања на територију Македоније, за потребе припадника ОНА, на чему су неки од њих остварили знатну личну корист.
Илегални центар екстремиста из ОВПМБ био је Велики Трновац. То је највеће албанско село у Србији. Према подацима БИА у том селу су се тада налазили бункери са оружјем, као и тајне лабораторије и складишта са хероином. Велики Трновац је центар за идеолошку и верску доктринацију Албанаца, али и центар међународног тероризма. У њему су, на пример, од 1999. до 2001. године боравила четворица муџахедина из БиХ, чији је задатак био да створе прво радикално исламску, а затим и антисрпску атмосферу, као у Босни почетком 90-их, а потом да изврше обуку младих Албанаца за диверзантске и терористичке акције против Срба. Ова акција муџахедина је изведена уз помоћ Албаније и САД јер су ови исламски фундаменталисти за њу припремани у америчкој војној бази у Турској.

## Оперативне групе
Као командант тзв. Главног штаба ОВПМБ помиње се Шефкет Муслију, ауто-механичар из села Кончуљ.
Он је 17. јануара 2001. потписао саопштење у којем је тврдио да је источно Косово (југ Србије) коначно слободно, али да је и даље неопходна помоћ и подршка патриота из дијаспоре и браће са Косова. Војно- формацијски, ОВПМБ била је сачињена од три оперативне зоне: Чарске (Север), Карадачке (Југ) и Бујановачке (Центар). Чарску зону је покривао Мухамед Џемајли звани Рабељи, Бујановачку Ридван Ћазими-Леши а Карадачку Мустафа Шаћири Шпејтим, који је уједно био Муслијуов заменик.
У сектору Север доминирала је тзв. Чарска група, која је контролисала села у горњем току Брезничке реке - Муховац, Равно Бучје, Прибовце, Забринце, Сухарно, Ђорђевац и Чар. Команда је била у селу Муховац а терористичким снагама које су бројале од 400 до 500 људи командовао је Мухамед Џемајли из села Чар. Уз остале терористичке нападе и отмице наоружани екстремисти из тог сектора учествовали су и у окршајима са српском полицијом на планинском врху Свети Илија (1247 м) западно од Врања. За ову групу је карактеристично да је у нападима на полицију користила и бестрзајни топ, што остале групе ОВПМБ нису поседовале.
Сектору Центар су припадала села Брезница, Мали и Велики Трновац, Добросин, Кончуљ, Лучане и Турија (зона око регионалног пута Бујановац-Гњилане). Највећи ауторитет међу терористима у том сектору имао је медијски доста експонирани кројач из Бујановца, брадати командант Леши (Ридван Ћазими), мада се за положај команданта надметао и Бајрам Хаџију. Од краја НАТО агресије на СРЈ јуна 1999. године та група са 600 до 700 припадника организовала је више терористичких напада на села у Копненој зони безбедности општине Бујановац. Команда је била у селу Великом Трновцу.
Сектор Југ обухватао је села Буковац, Госпођинце, Мађере, Илинце, Депце, Масурицу, Церевајку, Сефер, Курбалију, Шушају и Карадак у општини Прешево. Командант 300 до 500 терориста јужног сектора у почетку је био Шаћир Шаћири из села Карадака, али њега је у јануару 2001. године ухапсила међународна полиција на Косову и Метохији. После његовог хапшења оружаним нападима и провокацијама руководио је Мустафа Шаћири звани командант Шпејтим, рођен у селу Ораовици. Он је иначе био један од иницијатора формирања ОВПМБ, и од октобра 2000. године командовао је терористичком 113. бригадом Емин Фејзулаху која је била лоцирана на подручју Прешева. Такође је командовао и 115. бригадом и деловима 111. бригаде. Команда Сектора Југ била је у планинском селу Сефер. Групација терориста из овог сектора специјализовала се за отмице на пунктовима Церевајка и Мучибаба, али и за нападе на припаднике војске и полиције унутар и изван Копнене зоне безбедности.
Дакле, сва насељена села Копнене зоне безбедности Бујановца и Прешева, осим Церевајке и Грамаде, у периоду сукоба контролисали су терористи ОВПМБ.
Поред наведених команданата, неки од предводника терориста били су и Јонуз Муслију, Рустем Мустафа, Нагип Алију, Орхан Реџепи, Љирим Јакупи - Нациста, Гинер Камбери, Нуредин Ибиши - командант Лека, Фадиљ Суљевић, Шемси Суља, Рамадан Сулејмани, Адем Бајрами - командант Биљаљ, Шефкет Хасани и Беџет Мехмети.

## Терористичка дејства и расформирање
Терористичке групе су дејствовале и из својих пограничних база на Косову, испаљујући углавном пројектиле из минобацача и ручних бацача. Базе за вршење оваквих напада била су села која гравитирају ка Бујановцу и Прешеву (Мучибаба, Инатовце, Подграђе, Стублине, Рогачица...) и села која гравитирају ка Медвеђи и Куршумлији (Веља Глава, Лисочка, Зајчевце, Браина, Хртица, Мировац и Доња Дубница).
Током 2001. године, интензивирани су оружани сукоби албанских терориста са снагама безбедности на југу Србије, планирани и логистички подржани од стране појединих чланова команде КЗК, са седиштем у Гњилану. Такође, међу терористима у ОВПМБ идентификовано је и више припадника КЗК, који су били ангажовани на извођењу конкретних терористичких акција. За активности ОВПМБ, као и ОНА, регионална команда и оперативни састав КЗК обезбеђивали су целокупну логистику, тако што су припадници КЗК на територији КиМ вршили регрутацију нових чланова тих организација, затим њихову обуку и тајно пребацивање на кризна подручја.
Када су приметили да ситуација измиче контроли, НАТО је дозволио Југословенској војсци да се врати у сигурну зону 24. маја 2001. године. КФОР је дао терористима прилику да предају оружје и прођу некажњени за крваве злочине које су починили за само 3 године постојања.
Преко 450 чланова терористичке организације ОВПМБ су искористили прилику да им сви злочини буду опроштени, чак се и командант организације Шефкет Муслију обратио КФОР-у и предао своје оружје 26. маја 2001. године, после чега је пуштен на слободу. После расформирања ОВПМБ, велики број њених бораца је наставио терористичке активности у Албанској националној армији.
Непосредно после демилитаризовања ОВПМБ, од стране припадника те организације, који као фиктивне избеглице са југа Србије бораве на територији КиМ, настојећи да избегну евентуалну кривичну одговорност због учешћа у терористичким нападима, на подручју Гњилана је формирана Ослободилачка војска источног Косова (ОВИК). Очекивања да ће ова формација наставити борбу за припајање Прешева, Бујановца и Медвеђе независном Косову, коју је започела ОВПМБ, нису се остварила, с обзиром да ова групација, до сада, није обезбедила већу масовност чланства.